# 9 (альбом Alice Nine)
9 — пятый студийный альбом японской группы Alice Nine, выпущенный 22 февраля 2012 года.

## Об альбоме
9 вышел в двух изданиях: ограниченное издание, с эксклюзивным DVD, и обычное издание. На DVD в комплекте с ограниченным изданием, записан клип на песню — «すべてへ», а также несколько версий этого клипа, на котором детально показан один из членов группы. Есть и ещё и видео о создании клипа.
Выходу альбома предшествовали три сингла: «Blue Flame», выпущенный в июне 2011 года, и «Heart of Gold», вышедший в сентябре 2011 года и, наконец, «Niji no Yuki» 21 декабря 2011 года.
После выхода альбома, группа отправилась в большой тур по Японии, его название — «Court of '9'»
В ноябре 2012 они завершили 2 из 4 туров, побывав почти во всех городах Японии.

## Список композиций
Все тексты написал вокалист группы Сё. Все песни, за исключением «Blue Flame» и «Heart of Gold», были спродюсированы совместно с Хадзимэ Окано.
Обычное издание
| №   | Название                                                    | Автор(ы) | Длительность |
| --- | ----------------------------------------------------------- | -------- | ------------ |
| 1.  | «Heavenly Tale (Небесная Сказка)»                           | Сага     | 4:25         |
| 2.  | «the Arc (Дуга)»                                            | Сага     | 4:42         |
| 3.  | «GALLOWS (Виселица)»                                        | Тора     | 3:45         |
| 4.  | «花霞 (Цветок Ся)»                                          | Хирото   | 5:02         |
| 5.  | «BLUE FLAME (Голубое пламя)»                                | Сага     | 4:40         |
| 6.  | «ハロー、ワールド (Привет, Мир)»                            | Сага     | 4:47         |
| 7.  | «虹の雪 (Снежная радуга)»                                   | Сё       | 4:24         |
| 8.  | «リニア (Линейный)»                                         | Хирото   | 4:24         |
| 9.  | «Apocalypse ［It's not the end］Конец света (Это не конец)» | Тора     | 3:45         |
| 10. | «Heart of Gold (Золотое сердце)»                            | Тора     | 3:21         |
| 11. | «すべてへ (Для всех)»                                       | Сага     | 5:38         |

| №  | Название                            | Длительность |
| -- | ----------------------------------- | ------------ |
| 1. | «すべてへ клип (+Multi-Angle ver.)» |              |
| 2. | «Видео съёмок клипа»                |              |

## Синглы
- Blue Flame

Выпущен: 08 Июня, 2011
Место в чарте: #12
Продажи в первую неделю: 13 908 копий
Общее количество продаж: 15 750 копий
- Heart of Gold

Выпущен:  07 Сентября, 2011
Место в чарте: #8
Продажи в первую неделю: 13 399 копий
Общее количество продаж: 14 626 копий 
- 虹の雪

Выпущен: 21 Декабря, 2011
Место в чарте: #7.
Продажи в первую неделю: 15 067 копий
Общее количество продаж: 16 847 копий

## Позиция в чартах и продажи
Альбом занял 12 место в чарте Oricon, продержавшись в нём 3 недели. Это высокий результат для группы, но не столь успешный, как альбом Gemini, занявший 3 место.
Продажи альбома за первую неделю составили 10 349 копий, общее количество продаж составило 11 224 копий.